# Cavasso Nuovo
Cavasso Nuovo (Cjavàs in friulano) è un comune italiano di 1 479 abitanti del Friuli-Venezia Giulia.

## Origini del nome
La località è menzionata per la prima volta nel 1140, quando compare un «Walpertus de Cauaso». Il toponimo sembra derivare dal latino cavus "cavo, concavo" (con l'aggiunta del suffisso -aciu o -atiu), ad indicare un avvallamento o l'alveo di un fiume. Il territorio, infatti, è caratterizzato per la presenza torrentelli che scendono dalle colline formando delle piccole valli.
Con il R.D. 18 agosto 1867, n. 3893, è stata aggiunta la specifica "Nuovo" per distinguerla da Cavazzo Carnico.

## Storia
Abitato probabilmente già in epoca romana, Cavasso assunse importanza a partire dal XII secolo, quando vi venne costruito un castello (di cui tuttora sussistono i resti). In questo periodo faceva parte del feudo di Fanna (comprendente anche Orgnese, Colle, Frisanco, Poffabro, Casasola e Valdestali), che nel 1222 il patriarca di Aquileia aveva concesso ai signori di Polcenigo.
Nel 1419 la Patria del Friuli fu annessa alla Repubblica di Venezia e Cavasso ne seguì le sorti.
Nel 1806 entrò a far parte dell'Italia napoleonica e divenne un Comune del Dipartimento del Tagliamento. Passata al Regno Lombardo-Veneto nel 1815, fu ricompresa nella provincia del Friuli con frazioni Colle e Orgnese. Nel 1959 Colle venne staccata da Cavasso e assegnata ad Arba.
Nel 1976 il comune fu devastato dal terremoto del Friuli, che provocò enormi crolli e danni.Il Palazzo municipale venne gravemente danneggiato e l'abside della chiesa crollò.

### Simboli
Lo stemma è stato concesso con regio decreto del 15 novembre 1925.
Il gonfalone, concesso con DPR del 31 marzo 1983, è un drappo troncato di verde e di giallo riccamente ornato di ricami d'argento e caricato dello stemma comunale con l'iscrizione centrata in argento: Comune di Cavasso Nuovo.

## Società

### Evoluzione demografica
Abitanti censiti

### Lingue e dialetti
A Cavasso Nuovo, accanto alla lingua italiana, la popolazione utilizza la lingua friulana. Ai sensi della Deliberazione n. 2680 del 3 agosto 2001 della Giunta della Regione Autonoma Friuli-Venezia Giulia, il Comune è inserito nell'ambito territoriale di tutela della lingua friulana ai fini dell'applicazione della legge 482/99, della legge regionale 15/96 e della legge regionale 29/2007.
La lingua friulana che si parla a Cavasso Nuovo rientra fra le varianti appartenenti al friulano occidentale.

## Amministrazione
| Periodo | Periodo   | Primo cittadino   | Partito      | Carica  |
| ------- | --------- | ----------------- | ------------ | ------- |
| 1995    | 2009      | Silvano Carpenedo | PPI          | sindaco |
| 2009    | 2019      | Emanuele Zanon    | Lista civica | sindaco |
| 2019    | 2024      | Silvano Romanin   | Lista civica | sindaco |
| 2024    | in carica | Michele Bier      | Lista civica | sindaco |